# Melittia laniremis
Melittia laniremis is een vlinder uit de familie wespvlinders (Sesiidae), onderfamilie Sesiinae.
Melittia laniremis is voor het eerst wetenschappelijk beschreven door Wallengren in 1859. De soort komt voor in het Afrotropisch gebied.